# Licencia de Gobierno Abierto de la Ciudad de México
La Licencia de Gobierno Abierto de la Ciudad de México (LGACDMX) es una licencia de uso diseñada por el Gobierno de la Ciudad de México con principios  en su política de gobierno abierto y fundamentada en la ley de transparencia, acceso a la información pública y rendición de cuentas de la Ciudad de México.

## Ámbito
Todos los contenidos digitales creados, administrados o en posesión de las dependencias de la Ciudad de México o en terceros si se hace mención explícita de la licencia.

## Derechos
- Usar los datos y contenidos para fines públicos o privados.
- Copiar, modificar, hacer trabajos derivados, publicar, adaptar, traducir y cualquier otra actividad que implique la transformación de datos o contenidos a cualquier formato.
- Compartir y distribuir los contenidos y datos por cualquier medio electrónico o físico con terceros.
- Explotar los datos y contenidos en cualquier forma, incluso con carácter comercial.
- Atribuir el origen de los contenidos y datos al Gobierno de la Ciudad de México y, cuando sea posible, integrar un enlace a esta licencia.

## Compatibilidad
Por sus derechos y obligaciones es compatible con la licencia Creative Commons Attribution 4.0 International.